# 칠성상어
칠성상어(七星상魚, Broadnose Sevengill Shark)는 연골어류 신락상어목 신락상어과에 속하는 상어의 하나로, 다른 상어와 달리 아가미구멍이 7개이다. 그리고 등지느러미는 뒷쪽에 1개가 있다. 이 상어는 원시적인 형태의 상어이며, 사람에게 별로 위험하진 않지만 가끔씩 사람에게 공격적인 반응, 행동을 하기도 하며 호기심이 많은 상어이기 때문에 사람을 톡톡 건들기도 한다. 상어는 새끼를 가장 많이 낳을 때는 82마리를 낳는다. 그렇지만 청새리상어가 최대 135마리를 낳는 것에 비하면, 적은 것이다. 어미의 가장 큰 몸길이는 3미터에 달한다.
1. ↑  Finucci, B.; Barnett, A.; Cheok, J.; Cotton, C.F.; Kulka, D.W.; Neat, F.C.; Pacoureau, N.; Rigby, C.L.; Tanaka, S.; Walker, T.I. (2020). “Notorynchus cepedianus”. 《IUCN 적색 목록》 (IUCN) 2020: e.T39324A2896914. doi:10.2305/IUCN.UK.2020-3.RLTS.T39324A2896914.en. 2021년 11월 19일에 확인함.